# 휴게실

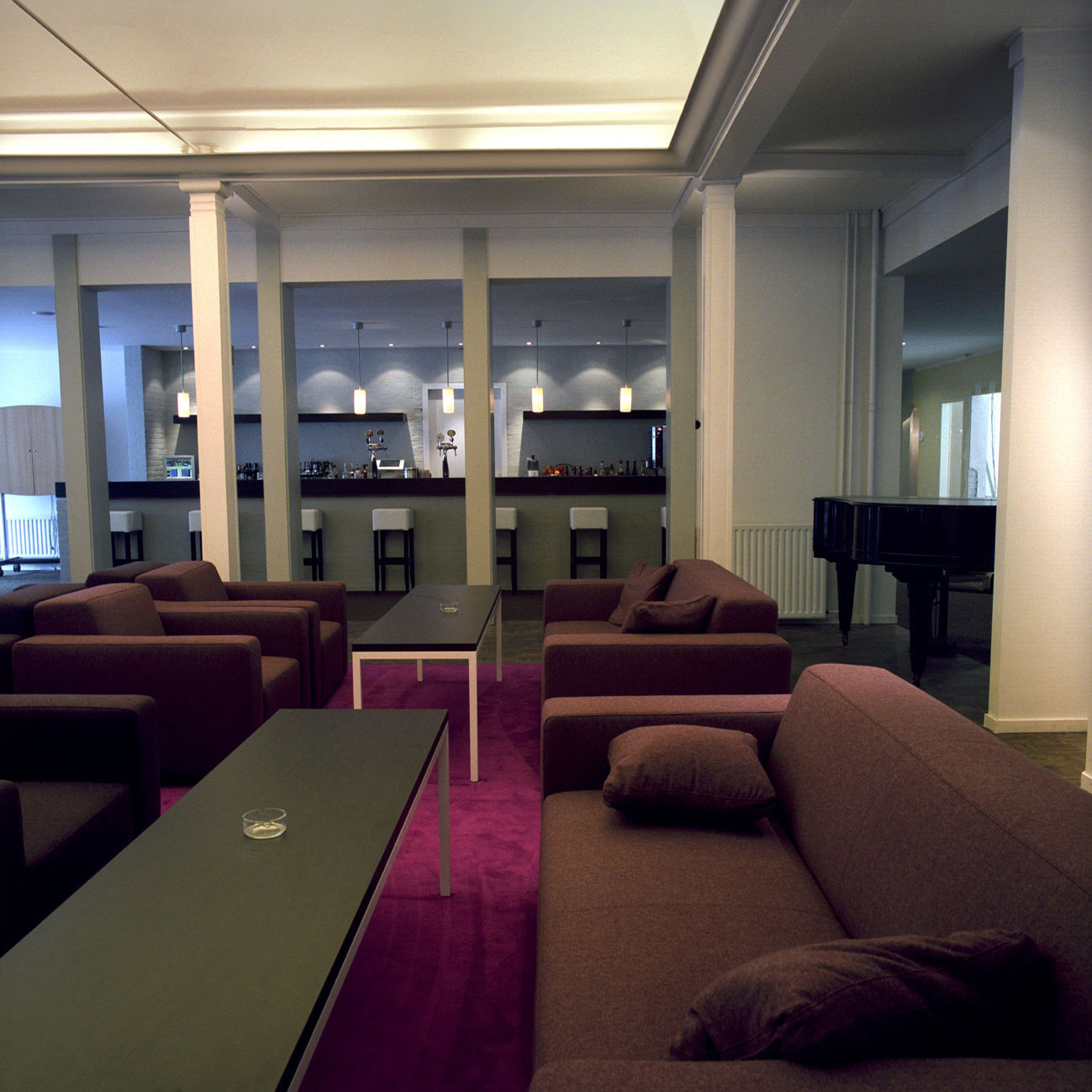
호텔 라운지

휴게실(休憩室) 또는 라운지(Lounge)는 쉴 수 있는 공간으로, 가정의 거실이나 응접실과 같은 공간이 해당한다. 공항이나 호텔 등에 대부분 존재한다.

## 같이 보기
- 공항 라운지